# Càlcul vectorial
El càlcul vectorial o anàlisi vectorial és el camp de les matemàtiques que es dedica a l'estudi de l'anàlisi real d'un vector en dues o més dimensions. Consisteix en un conjunt de fórmules i tècniques de resolució de problemes molt útils en els camps de l'enginyeria i la física.
Es consideren camps vectorials, associats a un vector en cada punt de l'espai, i camps escalars, associats a un escalar en cada punt de l'espai. Així per exemple, la temperatura d'una piscina és un camp escalar: a cada punt associem un valor escalar de temperatura. El flux de l'aigua a la mateixa piscina, en canvi, és un camp vectorial: a cada punt associem un vector velocitat.
Existeixen tres operacions importants en el càlcul vectorial:
- gradient: mesura la raó i la direcció de canvi en un camp escalar; el gradient d'un camp escalar és un camp vectorial.
- rotacional: mesura la tendència d'un camp vectorial a rotar en un punt; el rotacional d'un camp vectorial és un altre camp vectorial.
- divergència: mesura la tendència d'un camp vectorial a originar-se d'un cert punt o a originar-se d'aquest punt.

Una quarta operació, el Laplacià, és una combinació de la divergència i el gradient.
A més, també hi ha tres teoremes importants relacionats amb aquests operadors:
- Teorema del gradient
- Teorema de Stokes
- Teorema de la divergència

La majoria de resultats analítics són fàcilment compresos, de manera més general, fent servir la maquinària de la geometria diferencial, de la qual el càlcul vectorial n'és un subconjunt.

## Història
L'estudi dels vectors s'orgina amb la invenció dels quaternions de Hamilton, que juntament amb d'altres els van desenvolupar com a eina matemàtica per a l'exploració de l'espai físic. Però els resultats van ser desil·lusionants, perquè van veure que els quaternions eren massa complicats per entendre'ls ràpidament i aplicar-los fàcilment.
Els quaternions contenien una part escalar i una part vectorial i les dificultats sorgien quan aquestes dues parts es manipulaven simultàniament. Els científics es van adonar que molts problemes es podien solucionar considerant la part vectorial separadament i així va néixer l'anàlisi vectorial.
Això va ser principalment l'obra del físic estatunidenc Josiah Willard Gibbs (1839-1903) i del físic matemàtic anglès Oliver Heaviside (1850-1925).